# Liste lettisch-portugiesischer Städte- und Gemeindepartnerschaften
Diese Liste lettisch-portugiesischer Städte- und Gemeindepartnerschaften führt die Städte- und Gemeindefreundschaften zwischen Lettland und Portugal auf.
Im Rahmen der Europäischen Integration gingen Kommunen beider Länder nach dem EU-Beitritt Lettlands 2004 bisher drei Partnerschaften ein (Stand 2011).

## Liste der Städtepartnerschaften und -freundschaften
| Lettischer Ort | Portugiesischer Ort | Seit | Anmerkung                                           |
| -------------- | ------------------- | ---- | --------------------------------------------------- |
| Jūrmala        | Anadia              | 2005 | [ 1 ]                                               |
| Kandava        | Samuel              | 2004 | im Rahmen der European Charter – Villages of Europe |
| Sigulda        | Sesimbra            | 2004 | im Rahmen der Douzelage                             |